# Фужероль-Сен-Вальбер
Фужероль-Сен-Вальбер (фр. Fougerolles-Saint-Valbert) — муніципалітет у Франції, у регіоні Бургундія-Франш-Конте, департамент Верхня Сона. Фужероль-Сен-Вальбер утворено 1 січня 2019 року шляхом злиття муніципалітетів Фужероль i Сен-Вальбер. Адміністративним центром муніципалітету є Фужероль. Населення — 3780 осіб (01.01.2021).